# Talons transparents

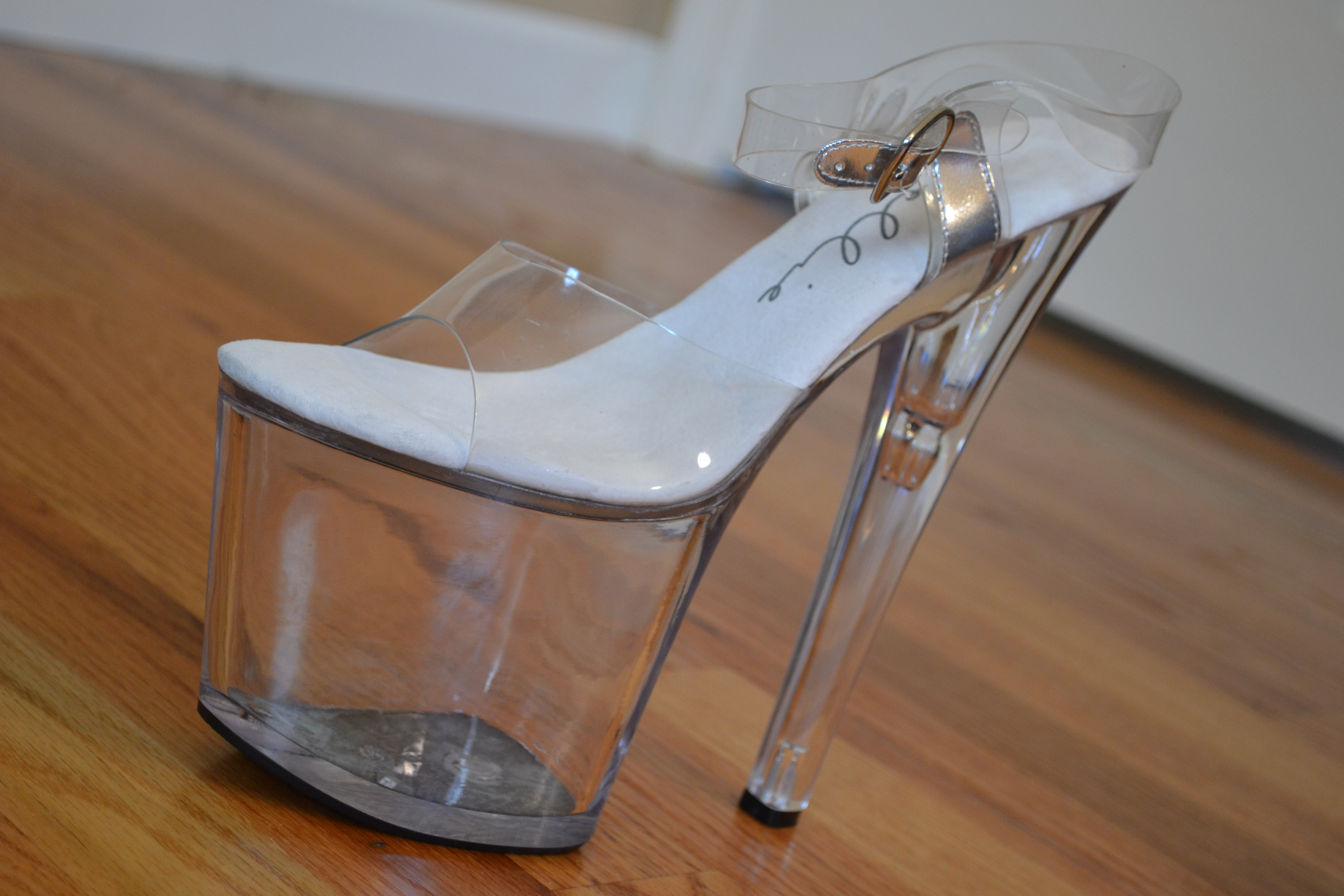
Sabates de striper elaborades amb materials plàstics transparents.

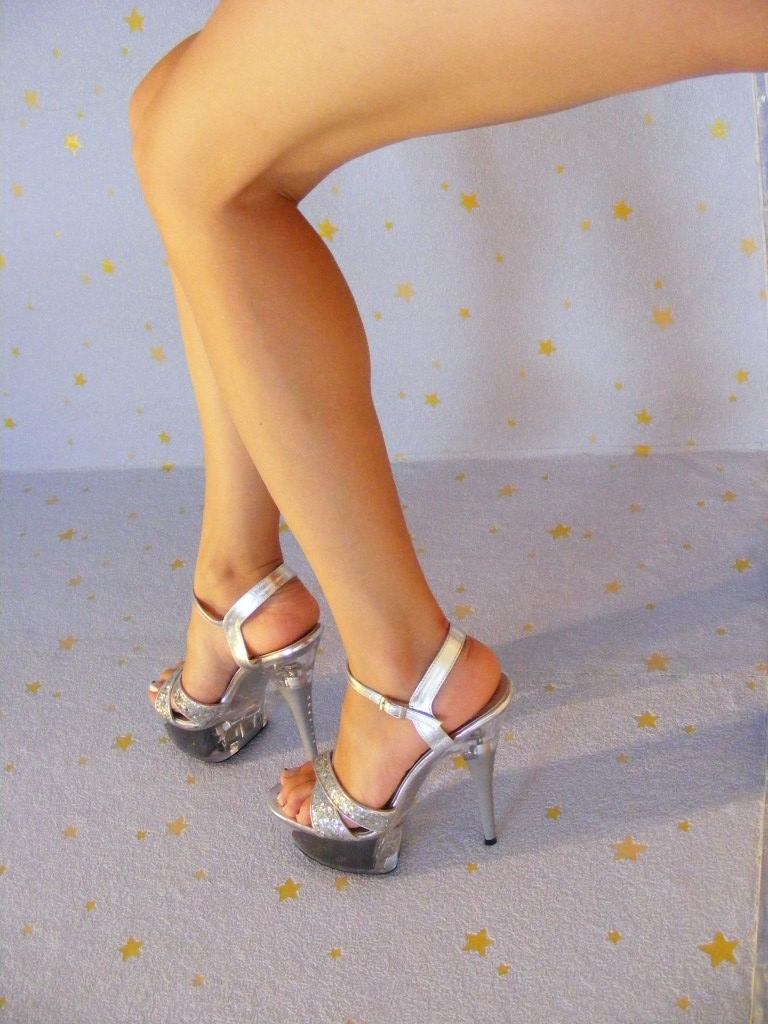
Tacons de plataforma transparents.

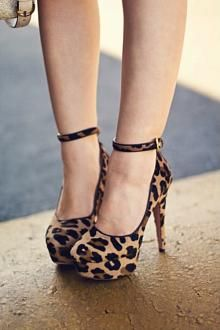
Sabates de stripper opaques.

Les sabates de talons transparents o sabates de stripper (denominades també, sabates de lucite) és un tipus de sabata de taló que s'elabora amb materials transparents. Les sabates de stripper són una peça de vestir que usen generalment les dones. Posseeixen una elevada plataforma i permeten un taló de molta longitud, així com un estilitzament de la figura femenina. Durant els anys 1980 aquest tipus de calçat va ser utilitzat com a attrezzo en les sessions de striptease, raó per les quals es van denominar així. Són unes sabates que posseeixen una marcada càrrega d' erotisme. Tot i que se l'anomena sabata transparent "sabates d' stripper " s'han creat models opacs que compleixen la mateixa funció d'estilitzar i sexualitzar el posat.

## Característiques
Les sabates es caracteritzen per posseir una elevada plataforma de material transparent que es veu acompanyada d'uns talons llargs. Generalment supera els vuit polzades de longitud. Els materials emprats solen ser polimetilmetacrilat (llucite), resina acrílica, PVC, o policarbonat. Els talons alts fan que les dones que l'empren vagin en postures similars a les de les ballarines: en pointe. Les marques més importants i populars inclouen Pleaser i Luscious. També, les sabates opaces solen ser tancades i de colors cridaners, el folre pot ser de vellut o camussa i compleixen amb les mateixes característiques funcionals que les sabates d'estríper translluïdes.

## Usos
A part del seu ús com a sabata fantasia, emprat com a complement de vestit. Sol veure's en professions com les pole dancers, les strippers i actrius pornogràfiques. Se solen emprar talons de quatre a set polzades de taló. En alguns casos es poden emprar talons de vuit polzades.

## Personatges notables
- Carmen Miranda[5]
- Beyoncé[6]

- John Fuqua[7]

- Taylor Momsen[8]

- Helen Mirren[9]

- Disco Stu

- Courtney Stodden

- Kim Kardashian
- Marina Diamandis